# Agrypon emeiense
Agrypon emeiense là một loài tò vò trong họ Ichneumonidae.